# 维尔弗里德·胡贝尔
维尔弗里德·胡贝尔（德語：Wilfried Huber，1970年11月15日—），意大利男子雪橇运动员。他曾代表意大利参加1988年、1992年、1994年、1998年、2002年和2006年冬季奥林匹克运动会雪橇比赛，其中1994年冬季奥运会获得一枚金牌。